# مايك بيانكي
مايك بيانكي (بالإنجليزية: Michael A. Bianchi)‏ هو صحفي أمريكي، ولد في 1961.